# IMAGING SQUARE
IMAGING SQUARE （イメージングスクエア） は、カシオ計算機がかつて提供していたWEBサービス。サービスは既に終了している。

## 概要
個人で作成した写真やイラストをアップロードし、WEB上に公開することができる無料の画像共有サービス。また、写真を絵画風画像に変換したり、1枚の静止画から動画を作成する等、画像編集サービスも提供されている。コメントやお気に入り機能などにより、利用者同士でのコミュニケーションも可能。PC向けサイトだけでなく、スマートフォンアプリも公開されている。

## 主な機能

### バーチャルペインター（絵画変換）
1枚の写真から絵画風画像に変換することができる画像編集サービス。
水彩画、油彩画、色鉛筆、パステル、点描、エアブラシ等の変換機能が提供されている。
作成した作品はアートギャラリーに公開することができる。

### DPアニメーション
1枚の静止画から人物を切り取り、踊らせることができる動画作成サービス。
人物の関節ポイントを指定することができ、ポイントの設定位置によっては、奇妙な踊りを作成することができる。
作成した作品はDPアニメギャラリーに公開することができる。

### 撮ったアート工房
バーチャルペインター等で作成した画像をマグカップ等に印刷できるプリントサービス。
マグカップ、スマートフォンケース、Tシャツ、枕などに印刷することができる。